# Wes Unseld
Westley «Wes» Sissel Unseld (Louisville, Kentucky, 14 de març de 1946 - 2 de juny de 2020) fou un basquetbolista estatunidenc. Fou jugador dels Baltimore/Capital/Washington Bullets durant tota la seva carrera professional a l'NBA, entre 1968 i 1981. Elegit com a segon pick del Draft de 1968, Unseld ràpidament excel·lí en la posició de pivot, cosa que el conduí a guanyar tant el premi al Rookie de l'Any com l'MVP de l'NBA en la temporada del seu debut, proesa que comparteix amb Wilt Chamberlain. Unseld liderà els Bullets en la conquesta del seu primer i únic anell de l'NBA, l'any 1978, en què fou elegit MVP de les Finals que guayaren contra els Seattle SuperSonics.
El pivot nord-americà tancà la seva etapa professional amb un doble doble de mitjana, amb 10,8 punts i 14,0 rebots per partit. Després de retirar-se, Unseld retornà a l'equip capitalí com a entrenador (1988-1994). El 1988, Unseld entrà al Basketball Hall of Fame i el 1996 fou escollit com un dels 50 millors jugadors de la història de l'NBA.